# Idioma vai
La lengua vai (llamada también en ocasiones Gallinas, Gallines, Vei o Vy) es un idioma que se habla principalmente en el oeste de Liberia y zonas limítrofes del este de Sierra Leona. Es una de las lenguas mandé que se expandió por África Occidental, destacando por su prestigio como lengua comercial desde el siglo XV. Destaca por haber sido una de las pocas lenguas subsaharianas que ha desarrollado un sistema de escritura propio, el silabario Vai.
Cuenta con alrededor de 189.000 hablantes en Liberia y 23.000 en Sierra Leona.